# Hevesaranyos
Hevesaranyos è un comune dell'Ungheria di 722 abitanti (dati 2001). È situato nella contea di Heves.